# Bibliotheca Corviniana

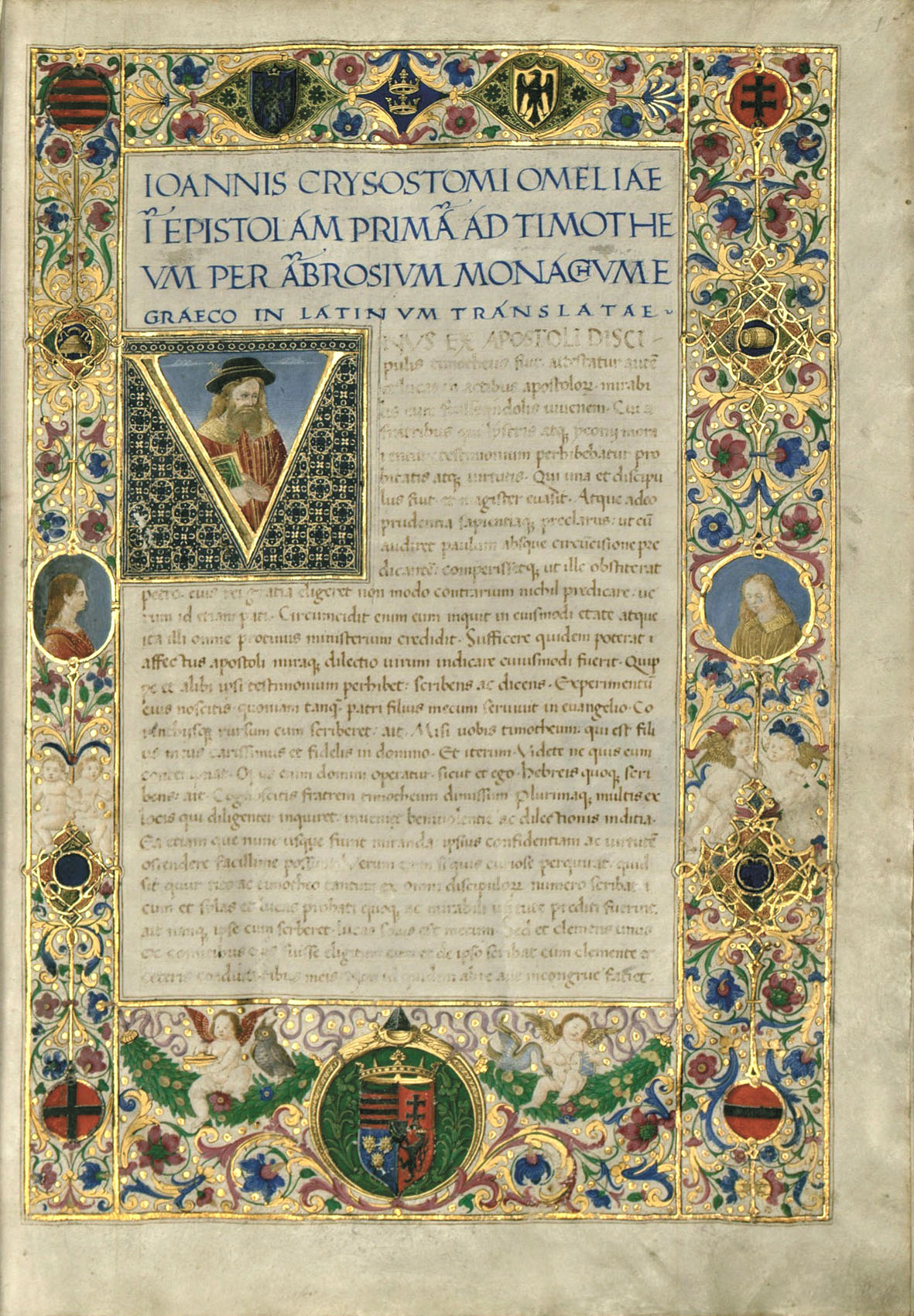
Codex Hieronymus z Bibliothecy Corviniana

Bibliotheca Corviniana byla jednou z nejvýznamnějších knihoven renesančního světa. Založil ji uherský král Matyáš Korvín na Budínském hradě ve druhé polovině 15. století. Ve své době to byla největší sbírka vědeckých spisů na světě, největší knihovna v Evropě severně od Alp a druhá největší v Evropě po vatikánské. Knihy byly z Maďarska ukradeny Osmany a odvezeny do Istanbulu po bitvě u Moháče v roce 1526.
Matyáš, jeden z nejmocnějších panovníků své doby, začal knihy shromažďovat asi od roku 1460. Po jeho smrti v roce 1490 knihovna sestávala z asi 3000 svazků neboli „Corvinae“, které obsahovaly asi čtyři až pět tisíc různých děl. Zastoupeno bylo mnoho klasických řeckých a latinských autorů. Šlo o díla především z oblasti filozofie, teologie, historie, práva, geografie, přírodních věd, lékařství či architektury. Přežilo jen asi 216 Corvinae, které jsou dnes zachovány v několika knihovnách v Maďarsku (53 svazků) a po Evropě (nejvíce - 39 - vlastní Rakouská národní knihovna). Bartolomeo della Fonte uvádí, že Lorenzo Medicejský založil vlastní řecko-latinskou knihovnu po vzoru Matyášově. Téměř dvě třetiny svazků nebyly před královou smrtí vytištěny a některé rukopisy byly jediné na světě, což se týká například knihy císaře Konstantina VII. Porfyrogennéta o zvycích na byzantském dvoře nebo církevní historie Nikephora Kallistose. Se ztrátou a zničením knihovny zanikla začasto jediná kopie starověkých knih, včetně spisů Hypereida, Corippa nebo Prokopia. Maďarská národní knihovna pracuje na projektu obnovy Korvínovy knihovny v digitální podobě. Položky z Bibliotheca Corviniana byly v roce 2005 zapsány do registru UNESCO Paměť světa.